# Toni Postius Terrado
Toni Postius Terrado (Lleida, 11 d'agost de 1984) és un polític català. Ha sigut 1r Tinent d'Alcalde de la Paeria de Lleida i regidor d'Urbanisme. Fou diputat al Congrés dels Diputats en la XI i en la XII legislatures.

## Trajectòria
És enginyer Tècnic en Informàtica de Gestió per la Universitat de Lleida, va acabar els seus estudis a Dinamarca, a la Vitus Bering University (Horsens). També és Llicenciat en Dret i membre del Col·legi d'Advocats de Lleida.
Militant de Convergència Democràtica de Catalunya i gerent del partit a Lleida, a les eleccions municipals espanyoles de 2011 fou escollit paer de Lleida. A les eleccions municipals espanyoles de 2015 es tornà a presentar, aquest cop com a cap de llista, a la paeria de Lleida. El grup de CiU que encapçala, obté 6 paers i un 17.92% dels sufragis en aquestes eleccions. El febrer de 2018, una de les paeres del grup, Rosa Maria Salmerón, decideix canviar de grup i incorporar-se al grup d'alcaldia del PSC.
A les eleccions generals espanyoles de 2015 fou elegit diputat per Democràcia i Llibertat per la província de Lleida. A la repetició de les eleccions generals espanyoles, el 26 de juny de 2016, esdevé l'únic diputat per la circumscripció de Lleida per part de Convergència Democràtica de Catalunya.
Fou escollit candidat del Partit Demòcrata Europeu Català a les eleccions municipals del 2019, després de presentar-se en solitari a les primàries del partit a Lleida. Tot i així, emulant a Junts per Catalunya, la candidatura que encapçala rep el nom de Junts per Catalunya - Lleida.
A les eleccions municipals espanyoles de 2019 del 26 de maig, la llista de Junts Per Catalunya - Lleida, va obtenir 6 paers amb un 19,09% dels sufragis en aquestes eleccions.
El 26 de juny de 2019, s'arriba a un acord de Govern amb els Grups Municipals d'Esquerra Republicana de Catalunya, Junts per Catalunya - Lleida i del Comú de Lleida i se signa l'anomenat «Pacte de Sant Joan», que representa un Govern de 15 dels 27 paers que té la corporació municipal.
El 28 de juny de 2019, per decret del Paer en Cap de Lleida, és nomenat 1r Tinent d'Alcalde de la Paeria de Lleida i alhora regidor d'Urbanisme de la mateixa.
El maig de 2023 va anunciar que deixava la política després dels mals resultats a les eleccions municipals.